# Fortunato Navarro Herrera
Fortunato Navarro Herrera (Puerto Saavedra, 5 de abril de 1872 - Santiago, 11 de julio de 1947) fue un comerciante, agricultor y político chileno, miembro del Partido Agrario.

## Familia y estudios
Nació en Puerto Saavedra, el 5 de abril de 1872; hijo de José Mercedes Navarro Pineda y María Gregoria Herrera Burgos. Estudió en Puerto Saavedra y en Valparaíso. Se dedicó a la vida comercial en el rubro de las importaciones, hasta 1910, luego fue corredor de la bolsa de comercio, actividad bursátil en la cual se mantuvo hasta 1924.
Se dedicó luego a actividades agrícolas, explotando el fundo familiar "El Peral", en Puerto Saavedra.
Se casó en Nueva Imperial, el 3 de junio de 1907, con Guillermina Barahona Soriano, con quien tuvo dos hijas; una de ellas, Eliana, poeta y funcionaria de la Biblioteca del Congreso Nacional, donde jubiló, en 1991.

## Carrera política
Militante del Partido Agrario, fue elegido como alcalde de la Municipalidad de Saavedra en 1930. Luego, en las elecciones parlamentarias de 1932, fue elegido como diputado por la Vigésimo primera Agrupación Departamental (correspondiente a los departamentos de Nueva Imperial, Temuco y Villarrica), por el período legislativo 1933-1937. Durante su gestión integró la Comisión permanente de Trabajo y Legislación Social, además de ser elegido como segundo vicepresidente de la Cámara de Diputados; ejerciendo el cargo entre el 10 de julio de 1933 y el 22 de mayo de 1934.
En 1938 se presentó a una elección complementaria para llenar la vacante parlamentaria de Rudecindo Ortega Mason, quien había sido nombrado ministro de Educación Pública por el presidente Pedro Aguirre Cerda. Sin embargo solo logró 6.141 votos, frente al candidato del Partido Radical, Armando Holzapfel Álvarez, quien terminó incorporándose a la Cámara de Diputados el 10 de marzo de 1939.
Entre otras actividades, fue socio de la Sociedad de Fomento Agrícola de Temuco, del Club de Temuco, del Club de La Unión y de la Sociedad Nacional de Agricultura (SNA).